# Modum
Modum é uma comuna da Noruega, com 516 km² de área e 12 594 habitantes (censo de 2004).         